# Удмурт-Тоймобашское (сельское поселение)
Удмурт-Тоймобашское — упразднённое муниципальное образование со статусом сельского поселения в составе Алнашского района Удмуртии.
Административный центр — деревня Удмуртский Тоймобаш.
Образовано в 2004 году в результате реформы местного самоуправления.
Законом Удмуртской Республики от 23 апреля 2021 года № 27-РЗ к 9 мая 2021 года упразднено в связи с преобразованием муниципального района в муниципальный округ.

## Географические положение
Находится на севере района, граничит:
- на западе и северо-западе с Можгинским районом
- на северо-востоке с Писеевским сельским поселением
- на западе с Республикой Татарстан
- на юге с Ромашкинским сельским поселением

Общая площадь поселения — 9671 гектар, из них сельхозугодья — 8808 гектар.

## Население
| 2008  | 2010  | 2012  | 2013  | 2014  | 2015  |
| ----- | ----- | ----- | ----- | ----- | ----- |
| 1480  | ↘1231 | ↘1200 | ↘1184 | ↘1145 | ↗1159 |
| 2016  | 2017  | 2018  | 2019  | 2020  | 2021  |
| ↘1146 | ↘1118 | ↗1128 | ↘1098 | ↘1085 | ↗1222 |

## Населённые пункты
| Название                                     | Статус населённого пункта | Население 2008 год | Почтовый индекс | ОКАТО          |
| -------------------------------------------- | ------------------------- | ------------------ | --------------- | -------------- |
| Удмуртский Тоймобаш (административный центр) | деревня                   | 873                | 427891          | 94 202 890 001 |
| Верхняя Тойма                                | деревня                   | 3                  | 427891          | 94 202 890 002 |
| Кузили                                       | деревня                   | 201                | 427880          | 94 202 890 003 |
| Сям-Какси                                    | деревня                   | 154                | 427880          | 94 202 890 004 |
| Удмуртский Вишур                             | деревня                   | 152                | 427891          | 94 202 890 006 |
| Шаршада                                      | деревня                   | -                  | 427892          | 94 202 890 008 |
| Шубино                                       | деревня                   | 97                 | 427891          | 94 202 890 005 |